# Audi Q7
Audi Q7 – samochód osobowy typu SUV klasy wyższej produkowany pod niemiecką marką Audi od 2005 roku. Od 2015 roku produkowana jest druga generacja modelu.

## Pierwsza generacja

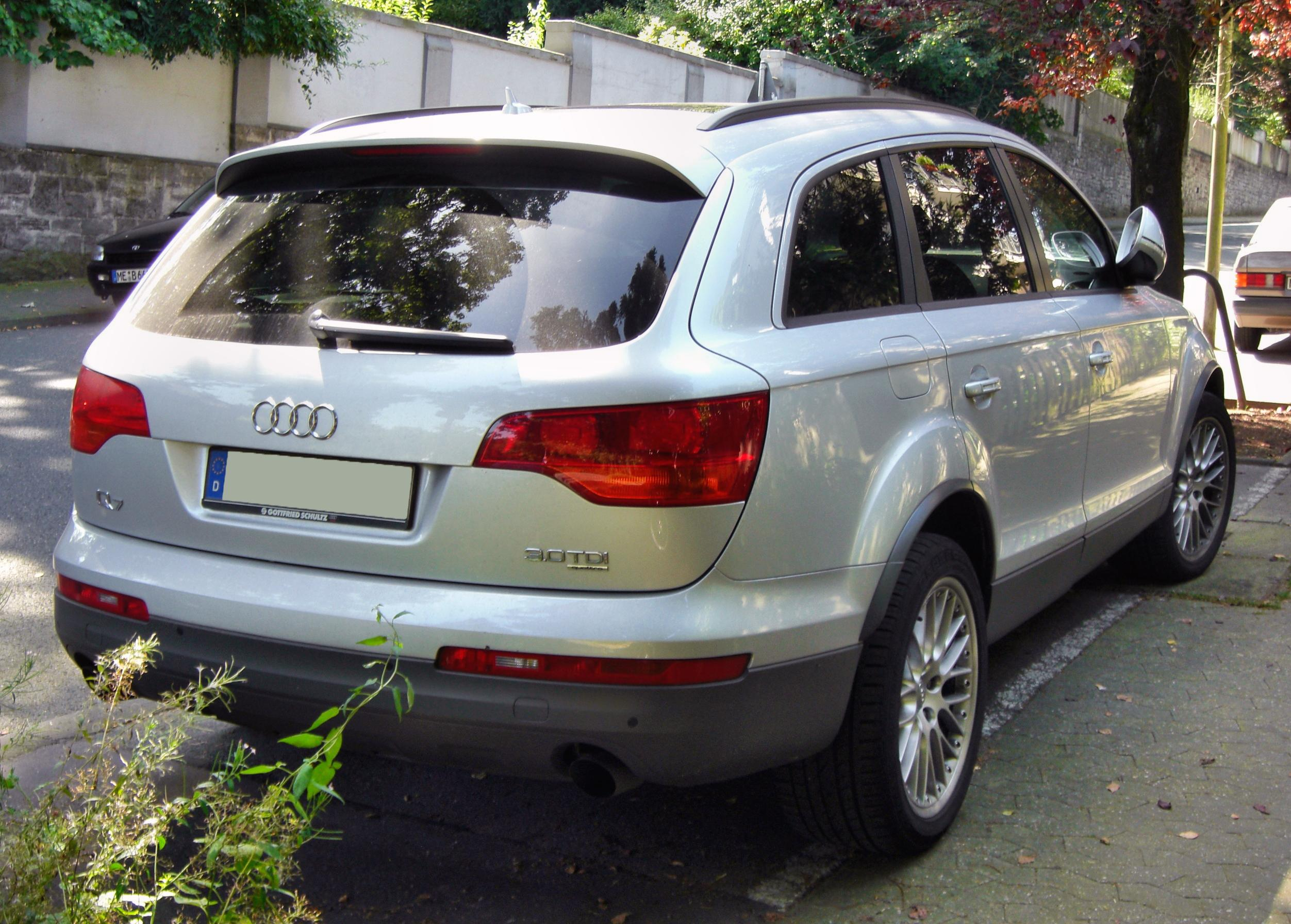
Audi Q7 I (4L) - tył

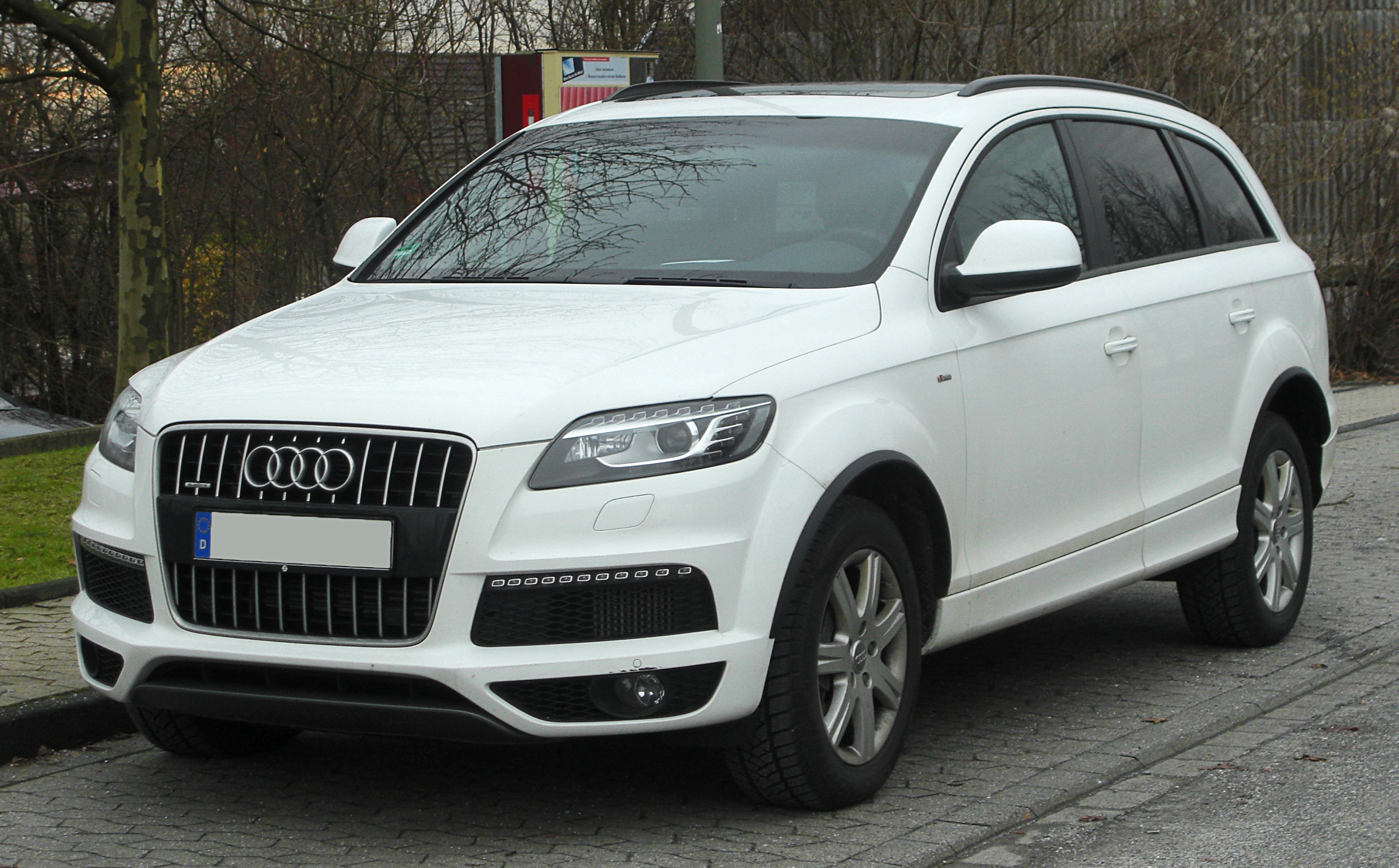
Audi Q7 I (4L) po liftingu

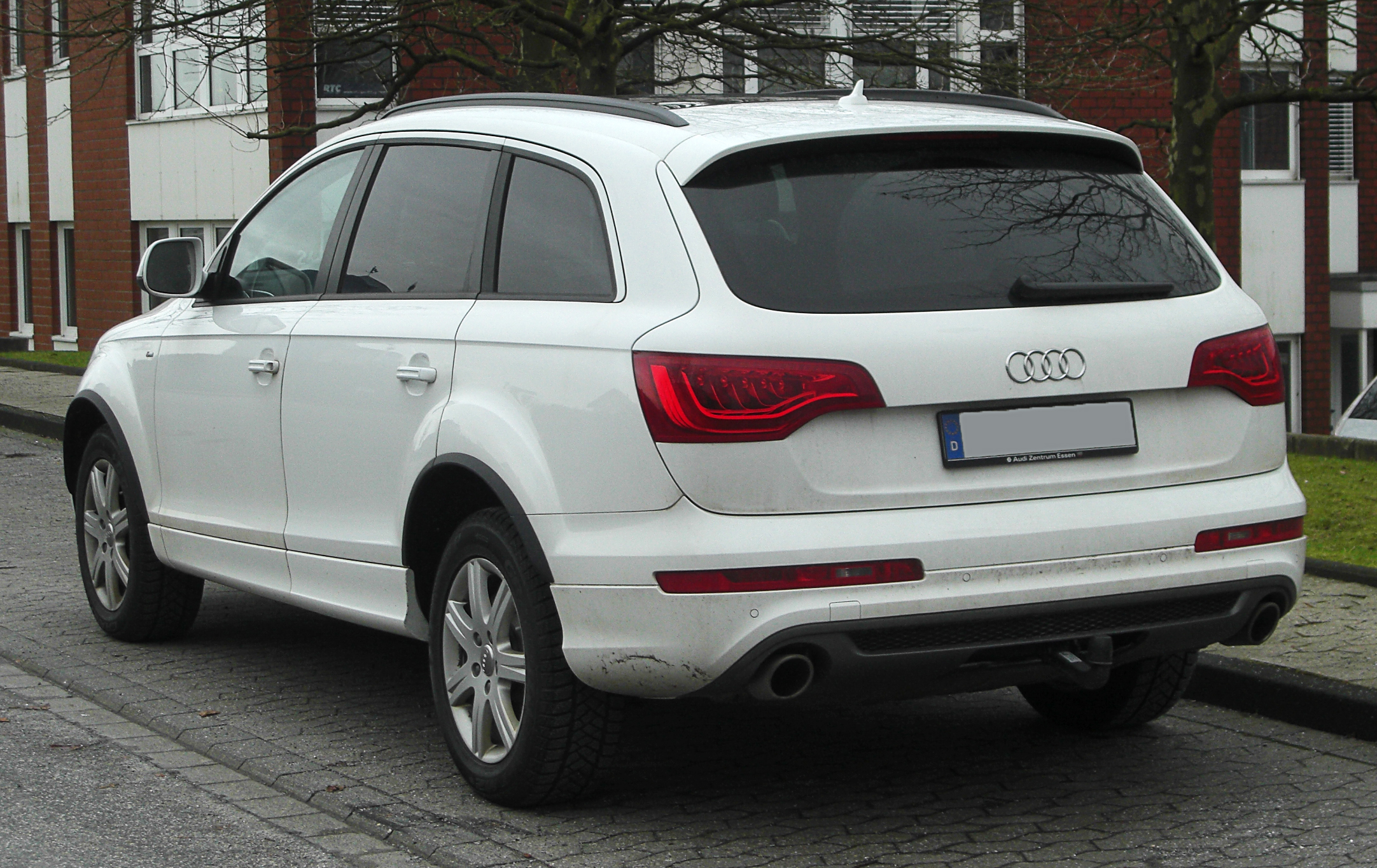
Audi Q7 I (4L) - tył po liftingu

Audi Q7 I zostało zaprezentowane po raz pierwszy jesienią 2005 roku.
Pierwszy SUV w historii marki Audi został zaprezentowany podczas targów motoryzacyjnych we Frankfurcie we wrześniu 2005 roku i został zbudowany na bazie pojazdu koncepcyjnego Audi Pikes Peak Quattro pokazanego podczas targów motoryzacyjnych w Detroit w styczniu 2003 roku.
Auto zostało zbudowane na bazie płyty podłogowej koncernu Volkswagen AG o symbolu PL71 dzielonej m.in. z modelami Volkswagen Touareg oraz Porsche Cayenne. Pojazd dostępny jest wyłącznie z napędem na obie osie z centralnym mechanizmem różnicowym TorSen.
Pod koniec 2005 roku na rynek zamierzano wprowadzić wersję hybrydową pojazdu. Samochód wyróżnia się m.in. dolną listwą w innym kolorze oraz delikatnie zretuszowanymi zderzakami. Pojazd napędza widlasty silnik benzynowy o pojemności 4.2 l i mocy 350 KM współpracujący z silnikiem elektrycznym ukrytym pod podłogą bagażnika dostarczającą dodatkowe 200 Nm. Z powodu sytuacji finansowej na rynku USA na którą w dużej mierze przeznaczona była wersji Hybrid odłożono premierę pojazdu na czas bliżej nieokreślony.
W połowie 2009 roku samochód przeszedł face lifting. Samochód otrzymał grill Singleframe z nowymi konturami, zmodyfikowane przednie i tylne zderzaki, listwy boczne oraz wszystkie lampy wykonane w technologii LED. Przy okazji udało się zmniejszyć masę pojazdu poprzez wykonanie drzwi bagażnika, pokrywy silnika i przednich błotników z aluminium oraz zwiększyć wyposażenie i paletę kolorów. Do listy wyposażenia opcjonalnego dodano m.in. przesuwaną tylną kanapę lub przesuwane siedzenia.
W 2010 roku auto przeszło zmiany techniczne. Zmodyfikowano jednostki napędowe, skrzynię biegów oraz obniżono zużycie paliwa. Z produkcji wycofano motor 3.6 FSI na rzecz silnika 3.0 TFSI o mocy 272 KM oraz motor 4.2 FSI na rzecz 3.0 TFSI o mocy 333 KM. Zredukowano masę silnika wysokoprężnego 3.0 TDI o 20 kg, a silnik 4.2 TDI charakteryzuje się większym momentem obrotowym. Przy okazji wprowadzono 8-biegową automatyczną skrzynię biegów. Konstrukcja bazuje na poprzednim 6-biegowym automacie Tiptronic.
Pod koniec 2012 roku rozpoczęto produkcję pojazdu w indyjskiej fabryce koncernu Volkswagen AG.

### Wyposażenie
Standardowo pojazd wyposażony jest m.in. w elektryczne sterowanie szyb, elektryczne sterowanie lusterek, klimatyzację automatyczną, system pokładowy MMI z nawigacją GPS, radio CD z 8-głośnikowym systemem audio, czujniki deszczu, zmierzchu oraz ciśnienia w oponach, spryskiwacze z ogrzewanymi dyszami, pneumatyczne zawieszenie z możliwością regulacji charakterystyki, wspomaganie układu kierowniczego zależne od prędkości jazdy, system ABS z ESP, ASR, system wspomagający zjazd ze wzniesienia.
Samochód opcjonalnie wyposażyć można m.in. w czteroramienną, ogrzewaną, obszytą skórą z funkcją zmiany przełożeń kierownicę, autoalarm, czterostrefową klimatyzację automatyczną, elektrycznie unoszoną klapę bagażnika, elektrycznie wysuwany i chowany hak holowniczy, lakier metalizowany, dach panoramiczny, zmieniarkę płyt CD/MP3, kamerę i czujniki parkowania, ogrzewane przednie fotele i tylną kanapę, wentylowane przednie fotele, GPS oraz tempomat, radarowy układ wspomagania zmiany pasa ruchu, DVD. 
Obok montowanych seryjnie do 2009 roku reflektorów halogenowych, Audi oferowało także wariant reflektorów ksenonowych „plus” i nową wersję adaptive-light, która łączy w sobie światła mijania i drogowe oraz specjalne światła do jazdy na autostradzie, a także układ doświetlania zakrętów i pobocza. W wersji z reflektorami ksenonowymi diody świateł do jazdy dziennej tworzą kształt litery „U”. Także kierunkowskazy - umieszczone jako proste linie przy górnej krawędzi wlotów powietrza - wykonane są z diod LED.

### Silniki
| Silnik                | Pojemność skokowa [cm³] | Typ silnika / Rodzaj                                    | Liczba cylindrów/ Liczba zaworów | Doładowanie silnika | Moc maksymalna [KM] ([KW]) przy obr./min | Maks. moment obrotowy [Nm] przy obr./min | Przyspieszenie 0-100 km/h [s] | Prędkość maks. [km/h]            |                    |
| Silniki benzynowe:    | Silniki benzynowe:      | Silniki benzynowe:                                      | Silniki benzynowe:               | Silniki benzynowe:  | Silniki benzynowe:                       | Silniki benzynowe:                       | Silniki benzynowe:            | Silniki benzynowe:               | Silniki benzynowe: |
| --------------------- | ----------------------- | ------------------------------------------------------- | -------------------------------- | ------------------- | ---------------------------------------- | ---------------------------------------- | ----------------------------- | -------------------------------- | ------------------ |
| 3.0 TFSI              | 2995                    | V6 Widlasty, wtrysk bezpośredni                         | 6 / 24                           | Kompresor           | 272 (200)/ 4750-6500                     | 400/ 2150-4780                           | 7,9                           | 222                              |                    |
| 3.0 TFSI              | 2995                    | V6 Widlasty, wtrysk bezpośredni                         | 6 / 24                           | Kompresor           | 333 (245)/ 5500-6500                     | 400/ 2900-5300                           | 6,9                           | 243                              |                    |
| 3.6 FSI               | 3597                    | VR6 Rzędowo-widlasty, wtrysk bezpośredni                | 6 / 24                           | -                   | 280 (206)/ 6200                          | 350/ 2500-5000                           | 8,5                           | 225                              |                    |
| 4.2 FSI               | 4163                    | V8 Widlasty, wtrysk bezpośredni                         | 8 / 32                           | -                   | 350 (257)/ 6800                          | 440/ 3500                                | 7,4                           | 244                              |                    |
| Silniki wysokoprężne: |                         |                                                         |                                  |                     |                                          |                                          |                               |                                  |                    |
| 3.0 TDI               | 2967                    | V6 Widlasty, wtrysk Common-Rail, filtr cząstek stałych  | 6 / 24                           | Turbosprężarka      | 204 (150)/ 3200-4400                     | 450/ 1250-3200                           | 9,1                           | 202                              |                    |
| 3.0 TDI               | 2967                    | V6 Widlasty, wtrysk Common-Rail, filtr cząstek stałych  | 6 / 24                           | Turbosprężarka      | 233 (171)/ 4000                          | 500/ 1750-2750                           | 8,5                           | 210                              |                    |
| 3.0 TDI               | 2967                    | V6 Widlasty, wtrysk Common-Rail, filtr cząstek stałych  | 6 / 24                           | Turbosprężarka      | 240 (176)/ 3800-4400                     | 550/ 2000-2250                           | 8,5                           | 210                              |                    |
| 3.0 TDI               | 2967                    | V6 Widlasty, wtrysk Common-Rail, filtr cząstek stałych  | 6 / 24                           | Turbosprężarka      | 240 (176)/ 4000-4400                     | 550/ 1750-2500                           | 8,2                           | 213                              |                    |
| 3.0 TDI               | 2967                    | V6 Widlasty, wtrysk Common-Rail, filtr cząstek stałych  | 6 / 24                           | Turbosprężarka      | 245 (180)/ 3800-4400                     | 550/ 1750-2750                           | 7,9                           | 216                              |                    |
| 4.2 TDI               | 4134                    | V8 Widlasty, wtrysk Common-Rail, filtr cząstek stałych  | 8 / 32                           | Turbosprężarka      | 326 (240)/ 3750                          | 760/ 1800-2500                           | 6,4                           | 236                              |                    |
| 4.2 TDI               | 4134                    | V8 Widlasty, wtrysk Common-Rail, filtr cząstek stałych  | 8 / 32                           | Turbosprężarka      | 340 (250)/ 4000                          | 800/ 1750-2750                           | 6,4                           | 241                              |                    |
| 4.2 TDI               | 4134                    | V8 Widlasty, wtrysk Common-Rail, filtr cząstek stałych  | 8 / 32                           | Turbosprężarka      | 340 (250)/ 4000                          | 760/ 1750-3000                           | 6,4                           | 240                              |                    |
| 6.0 V12 TDI           | 5934                    | V12 Widlasty, wtrysk Common-Rail, filtr cząstek stałych | 12 / 48                          | Turbosprężarka      | 500 (368)/ 3750                          | 1000/ 1750-3250                          | 5,5                           | 250 (Ograniczona elektronicznie) |                    |

## Druga generacja

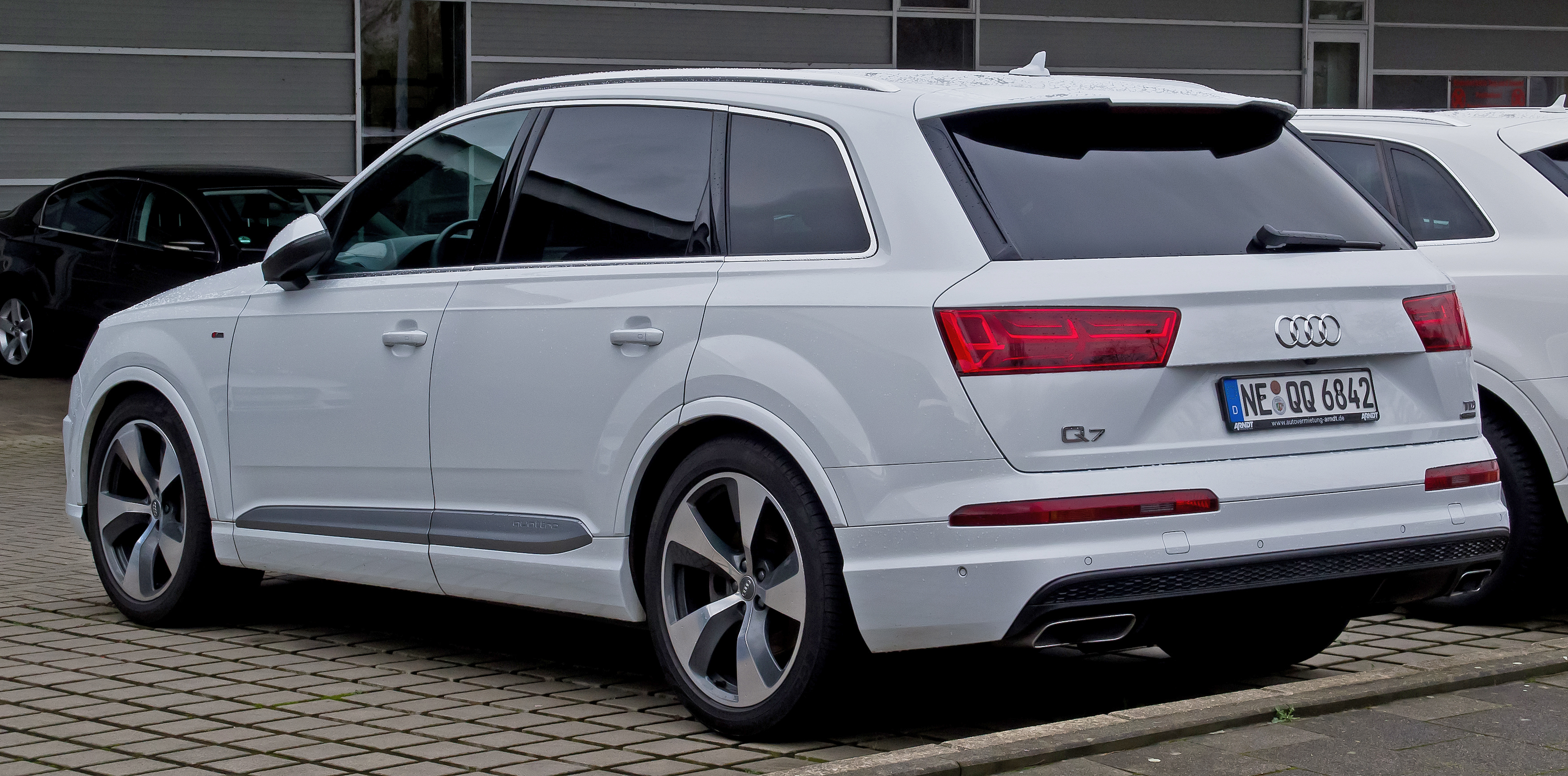
Audi Q7 II (4M) - tył

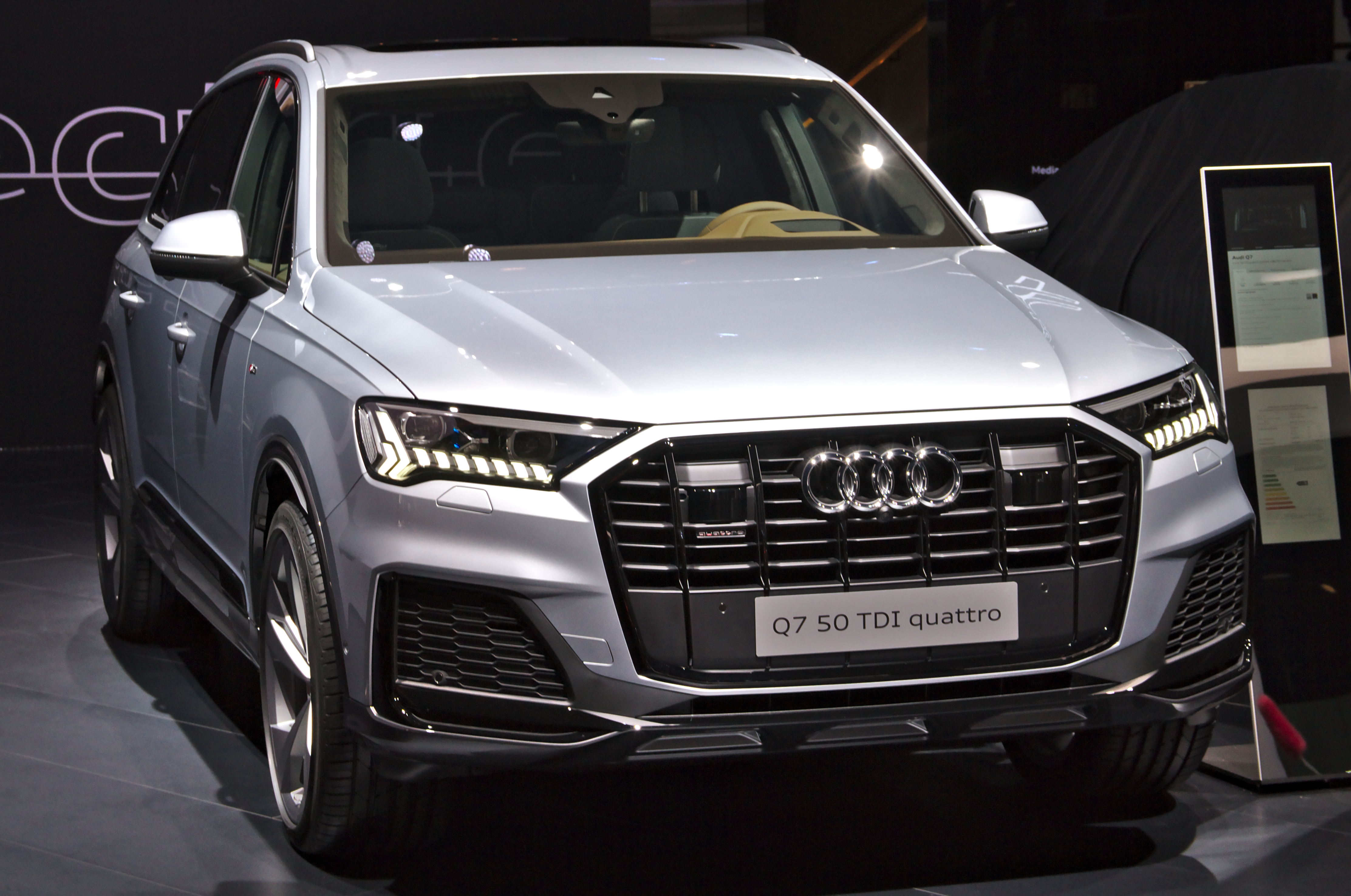
Audi Q7 II (4M) po pierwszym liftingu

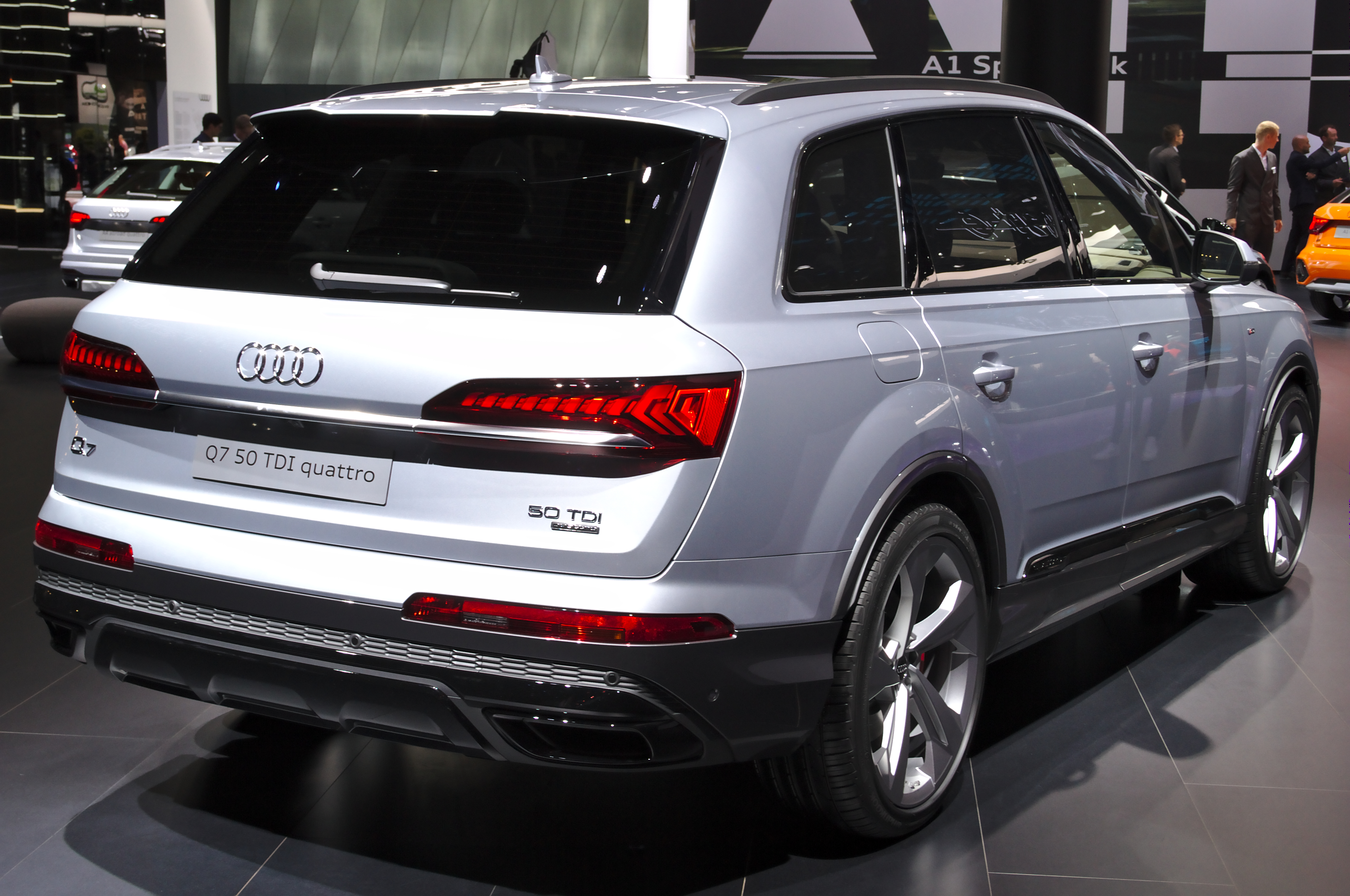
Audi Q7 II (4M) - tył po pierwszym liftingu

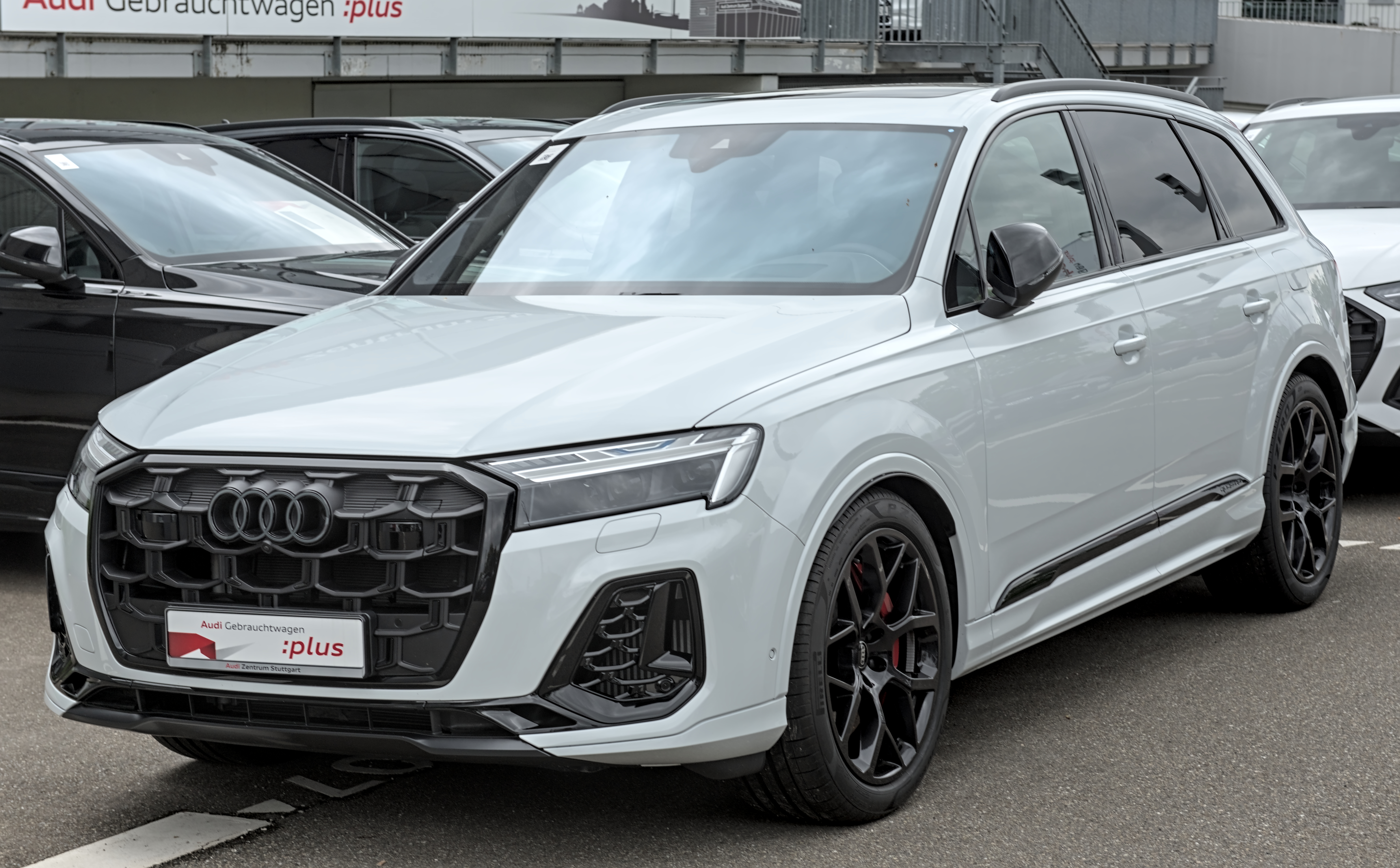
Audi Q7 II (4M) po drugim liftingu

Audi Q7 II zostało zaprezentowane po raz pierwszy pod koniec 2014 roku.
Oficjalne informacje na temat nowego Q7 zostały przedstawione 12 grudnia 2014 roku, 9 lat po premierze poprzednika. Z kolei światowa premiera miała miejsce podczas 85. Międzynarodowego Salonu Samochodowego w Genewie w marcu 2015 roku.
W przeciwieństwie do pierwszej generacji pojazd jest lżejszy dzięki zastosowaniu wysoko wytrzymałej stali oraz aluminium. Podobnie jak trzecia generacja modelu TT pojazd otrzymał wirtualny kokpit z ekranem ciekłokrystalicznym o przekątnej 12,3 cala na której wyświetlać można tradycyjne wskaźniki albo inne informacje, np. komputer pokładowy, system multimedialny, mapę nawigacji. Wybrać można także jeden z trzech rodzajów przednich reflektorów - ksenonowe, LED oraz Matrix Led. 
W czerwcu 2019 roku przedstawiono model po gruntownej modernizacji, która objęła większość paneli nadwozia, a także wnętrza. Z przodu pojawił się nowy, ścięty u dołu kształt reflektorów, nowy kształt zderzaka i przemodelowany, niżej osadzony grill podobny do innych nowych modeli marki. Tył zyskał z kolei nowe, węższe lampy z odświeżonym wzorem diod LED, które łączy odtąd chromowana poprzeczka. Radykalne zmiany wprowadzono także we wnętrzu - pojawił się zupełnie nowy wzór kokpitu, który w całości zapożyczono z nowszego modelu Q8 przedstawionego rok wcześniej. Wyróżnia się on zatem masywniejszą konsolą centralną, którą zdobią 2 ekrany dotykowe - do sterowania m.in. radiem i nawigacją, a drugi - klimatyzacją i ogrzewaniem foteli. Sprzedaż odświeżonego Q7 II ruszyła w październiku 2019 roku.
W styczniu 2024 roku, po 9 latach produkcji, samochód przeszedł drugi lifting. Pas przedni uległ dużej metamorfozie. Model otrzymał większy grill singleframe i całkowicie nową maskownicę. Pojawiła się także nowa technologia, z laserowymi diodami. 

### Wyposażenie
Standardowo auto wyposażone będzie w światła do jazdy dziennej wykonane w technologii LED oraz dynamiczne kierunkowskazy.